# Bulgaarse Agrarische Nationale Unie
Bulgaarse Agrarische Nationale Unie (BANU) (Bulgaars: Българският земеделски народен съюз (БЗНС), Boelgarski Zemedelski Naroden Sojoez, (BZNS)), is een Bulgaarse politieke partij, opgericht in 1899.

## De eerste jaren van BANU
BANU was een agrarische politieke partij die opkwam voor de belangen van kleine en landloze boeren en landarbeiders. In 1901 deed de partij voor het eerst mee aan de verkiezingen. Al snel werd het duidelijk dat de partij bestond uit twee vleugels, een conservatieve die opkwam voor de landeigenaren en een radicale die opkwam voor de landloze en kleine boeren. In 1919 kwam de BANU na een verkiezingsoverwinning aan de macht. BANU-leider Aleksandur Stamboeliski (1879-1923), behorend tot de radicale vleugel van de partij, werd minister-president. Van 1920 tot 1923 regeerde de BANU zonder coalitie.
Onder Stamboeliski werd een grote landhervorming uitgevoerd en het vrijgekomen land aan de kleine boeren gegeven (1920).
Zowel links als rechts waren tegenstanders van de BANU-politiek. De tegenstanders van BANU vielen de partijcongressen en vergaderingen lastig. Een aantal fanatieke BANU-leden richtten daarop de Oranje Garde op, de militaire tak van de BANU. In juni 1923 pleegden officieren en politici een staatsgreep waarbij de BANU-regering ten val kwam. Stamboeliski werd op gruwelijke wijze vermoord en de macht van de Oranje Garde werd gebroken. In september 1923 kwamen de BANU en de Bulgaarse Communistische Partij (BKP) in opstand, die echter werd neergeslagen. De BANU werd korte tijd uitgesloten van regeringsdeelname, maar in 1931 werd de rechtse factie van de partij, BANU-Oranje, opnieuw opgenomen in de regering en in maart 1932 werd de gematigde factie, BANU-Vrabcha 1 (genoemd naar het hoofdkwartier van deze factie) in de regering opgenomen, hetgeen resulteerde in een ruzie binnen deze factie. Een aantal radicalen scheidden zich onder de naam BANU-Aleksandur Stamboeliski, beter bekend onder de naam BANU-Pladne, onder leiding van Nikola Petkov. BANU-Oranje fuseerde in 1933 met een andere conservatieve factie van BANU tot de BANU-G. Markov (genoemd naar haar leider), die echter reeds in 1934 grotendeels opging in de fascistisch Nationale Sociale Beweging.

## BANU tijdens de Tweede Wereldoorlog
Na de coup van 1934 werden alle politieke partijen, inclusief de BANU, verboden. Deze toestand bleef zo tot 1944, alhoewel de BANU - en de andere partijen - oogluikend werd toegestaan om te opereren. De linkervleugel van de BANU, BANU-Pladne, werd in 1942 lid van het oppositionele Vaderlands Front, de organisatie die zowel het pro-Duitse regime in Sofia bestreed alsook de Duitse bezetter. De rechtervleugel van de BANU vormde echter in september 1944 een regering onder de neef van Stamboeliski, Konstantin Muraviev.
De staatsgreep van het Vaderlands Front, begin september, maakte een einde aan de regering-Muraviev en het VF kwam aan de macht.
Na de Tweede Wereldoorlog werden de verschillende facties en vleugels van de partij verenigd. Samen met de Bulgaarse Sociaaldemocratische Arbeiderspartij probeerde de BANU de macht van de Bulgaarse Communistische Partij (BKP) te beperken, maar hierin slaagden zij niet. De communisten breidden hun macht steeds verder uit ten koste van andere partij als de BANU. In 1946 zag de leider van de BANU, Georgi M. Dimitrov ("Gemeto") zich gedwongen uit te wijken naar de Verenigde Staten van Amerika. Eerst werd de rechtervleugel van de partij door de communisten geliquideerd. In 1947 werd de linkse, maar anticommunistische BANU-leider, Nikola Petkov, opgepakt en geëxecuteerd. Een andere vleugel van de partij, onder Georgi Trajkov, bleek bereid te zijn om met de communisten samen te werken.

## Na het 27ste Partijcongres
In 1947 werd het 27ste Partijcongres van de BANU gehouden besloot de partij tot nauwe samenwerking met de communisten en werd Trajkov tot eerste secretaris van de partij gekozen. In 1948 en 1949 werden alle politieke partijen behalve de BKP en de BANU verboden. Tijdens het communistische tijdperk (1948-1989) bleef de BANU naast de BKP bestaan. Volgens de communistische partij was de BANU "de tweede partij" en het "kleine broertje" van de BKP. Tijdens de periode van het communisme bezat de BANU een constant ledenaantal van 120.000 en bezette zij 100 (van de 400) zetels in de Narodno Sobranie (Nationale Vergadering).
Le Monde, 4 augustus 1976

De Bulgaarse partijleider Todor Zjivkov over het tweepartijenstelsel in zijn land:

"Er bestaat tegenwoordig in Bulgarije naast de Bulgaarse Communistische Partij de Bulgaarse Agrarische Partij (d.i. BANU) waarmee wij zeer nauw samenwerken. De vraag hoeveel partijen er zijn is niet relevant. Waar het om gaat is te weten of men handelt in het belang van de volksmassa of in dat van de monopolies."
In de kabinetten had altijd ten minste één minister uit de BANU (meestal van Justitie, soms van Telecommunicatie) en een 1ste vicepremier uit de BANU zitting. Van 1964 tot 1971 was Georgi Trajkov Voorzitter van het Presidium van de Nationale Vergadering (dat wil zeggen staatshoofd) en in samenwerking met de partijleider van de BKP werd er amnestie verleend aan BANU-leden die sinds de Tweede Wereldoorlog vastzaten. In 1974 overleed Trajkov en werd hij als eerste secretaris van de BANU opgevolgd door Petur Tanchev.
Tot 1989 was deze BANU regeringspartner met de communistische Bulgaarse Communistische Partij (BKP).

## De BANU na 1989
Na de staatsgreep van 10 november 1989 in Bulgarije begon de BANU aan een intern hervormingsproces. Eerste secretaris Petur Tanchev werd vervangen door Angel Dimitrov en BANU distantieerde zich van de BKP.
In november 1989, vlak voor de val van het communisme, werd de BANU-'Nikola Petkov' (onder Milan Drenchev) opgericht, naar de in 1947 door de communisten gevangengenomen en geëxecuteerde BANU-leider. De BANU-Vrabcha 1 herleefde ook weer. Op 6 april 1990 werd Viktor Vulkov tot eerste secretaris van de BANU gekozen. Vulkov probeerde BANU-'Nikola Petkov' en BANU-Vrabcha 1 te verenigen met zijn eigen BANU. In 1991 gingen BANU-'Nikola Petkov', de BANU-Vrabcha 1 en de voormalige coalitiegenoot van de communisten, zeg maar de 'andere BANU' een fusie aan. Niet alle leden BANU-'Nikola Petkov' en BANU Vrabcha 1 waren het met deze fusie eens en BANU-'Nikola Petkov' en BANU Vrabcha 1 bleven dan ook voortbestaan. Pas in 1992 fuseerden alle BANU's behalve de BANU-'Nikola Petkov'-UDF, een kleine partij die vroeger deel uitmaakte van het Verenigd Democratisch Front. Anastasia Dimitrova-Moser, de dochter van Georgi M. Dimitrov, werd tot voorzitter van BANU gekozen. De BANU-'Nikola Petkov'-UDF kreeg in 1996 te maken met een afsplitsing, de BANU-Volksunie.

## Verkiezingsresultaten
| Jaar                                         | %        | Zetels    | +/-      |
| -------------------------------------------- | -------- | --------- | -------- |
| 1899                                         | 1,4%     | 0 / 169   | 0        |
| 1901                                         | 7,7%     | 12 / 164  | 12       |
| 1902                                         | 7,7%     | 0 / 203   | 12       |
| 1903                                         | —        | 0 / 169   | 0        |
| 1908                                         | 14,6%    | 19 / 203  | 19       |
| Juni 1911                                    | 15,7%    | 51 / 404  | 32       |
| September 1911                               | 14,3%    | 4 / 212   | 47       |
| 1913                                         | 21,2%    | 48 / 204  | 44       |
| 1914                                         | 19,3%    | 47 / 245  | 1        |
| 1919                                         | 27,3%    | 77 / 237  | 30       |
| april 1923                                   | 53,8%    | 212 / 245 | 135      |
| november 1923                                | 13,2%    | 19 / 247  | 193      |
| 1927                                         | 24,8%    | 46 / 261  | 27       |
| 1931 (Volksblok)                             | 48,4%    | 151 / 273 | 105      |
| 1938                                         | Verboden | Verboden  | Verboden |
| 1939                                         | Verboden | Verboden  | Verboden |
| 1945                                         | —        | 94 / 276  | 57       |
| Onderdeel van het Vaderlands Front 1949-1990 |          |           |          |
| 1949                                         | 100%     | 241 / 241 | 241      |
| 1953                                         | 99,98%   | 249 / 249 | 8        |
| 1957                                         | 100%     | 247 / 247 | 2        |
| 1962                                         | 100%     | 321 / 321 | 74       |
| 1966                                         | 100%     | 414 / 414 | 93       |
| 1971                                         | 100%     | 400 / 400 | 14       |
| 1976                                         | 100%     | 400 / 400 | 0        |
| 1981                                         | 100%     | 400 / 400 | 0        |
| 1986                                         | 100%     | 400 / 400 | 0        |
| 1990                                         | 6,02%    | 16 / 400  | —        |
| 1991                                         | —        | 0 / 240   | 16       |
| 1994 (Volksunie)                             | 6,51%    | 18 / 240  | 2        |
| 1997 (Unie van Nationale Redding)            | 7,60%    | 19 / 240  | 1        |
| 2001                                         | 0,34%    | 0 / 240   | 19       |
| 2005                                         |          |           |          |
| 2009                                         |          |           |          |
| 2013                                         | 0,32%    | 0 / 240   | 0        |
| 2014 (Hervormingsblok)                       | 8,89%    | 23 / 240  | 23       |
| 2017 (Hervormingsblok)                       | 3,06%    | 0 / 240   | 23       |
| april 2021 (Patriottische Coalitie)          | 2,34%    | 0 / 240   | 0        |
| juni 2021 (Nationale Rechtse Unie)           | 0,28%    | 0 / 240   | 0        |
| november 2021 (Nationale Rechtse Unie)       | 0,42%    | 0 / 240   | 0        |
| Bron: Nohlen, et al., Uitslagen (1990-2021)  |          |           |          |

## Opbouw
Beide BANU's zijn sterk gedecentraliseerd en het hoogste orgaan der partijen is de Hoge Bestuursraad. Er is ook een jeugdbeweging: Agrarische Jeugd Unie. Het orgaan der partij is: De Agrarische Banier.

## BANU op Europees niveau
BANU is lid van de Europese Christendemocratische Unie (EVP).

## Eerste secretarissen[4]
(tot 1923)

- Aleksandur Stamboeliski — ?-1923

(1945-1991)

- Georgi M. Dimitrov ("Gemeto") — 1944-1945
- Nikola Petkov — 1945 (daarna tot 1947 voorzitter van de anticommunistische BANU-vleugel)
- Alexander Obbov — 1946-?
- Georgi Trajkov — 1947-1974
- Petur Tanchev — 1974-1989
- Angel Dimitrov — 1989-1990
- Viktor Vulkov — 1990-1991

## Vice Secretarissen van BANU 1944-1991
- Alexander Obbov 1944-1946
- Kiril Klisurski 1946-1951
- Nikolai Georgiev 1951-1987
- Petur Tanchev 1958-1974
- Georgi Andreev 1971-1979
- Ianko Markov 1973-1989
- Alexi Ivanov 1976-1989
- Angel Dimitrov 1974-1989
- Pando Vanchev 1986-1989
- Viktor Valkov 1989-1990

## Voorzitters
(1991-)

- Tsenko Barev — 1991-1992
- Anastasia Dimitrova-Moser — 1992-1996
- Georgi Pintsjev – 1996-1997
- Petko Iliev – 1997-1999
- Georgi Pintsjev - 1999-heden

## Ministers1944-
- Alexander Obbov (minister van Landbouw 1944-1945)
- Stefan Tonchev (minister van Spoorwegen 1947-1949)
- Radi Najdenov (minister van Justitie 1947-1962)
- Petur Kamenov (minister van Gemeenschapseconomie 1947-1950)
- Kiril Klisurski (minister van Mijnbouw 1947-1949)
- Georgi Trajkov (vicepremier 1947-1974, voorzitter van de Raad van de Landbouw 1962-1964, staatshoofd 1964-1972)
- Stojan Tonchev (minister van Gemeenschapseconomie 1950-1959 en van Openbare Werken 1954-1959 en voorzitter van de Arbeid en Prijsbepaling 1959-1962, minister zonder portefeuille 1962-1966, minister van Telecommunicatie 1966-1971)
- Petur Tanchev (minister van Justitie 1962-1966, vicepremier 1971-1974)
- Svetla Daskalova (minister van Justitie 1966-1990)
- Alexi Ivanov(vicepremier 1986-1987, minister van Land- en Bosbouw 1986-1988)
- Georgi Menov (minister van Land- en Bosbouw 1988-1990)
- Mincho Peychev (minister van Volksgezondheid en Sociale Zaken 1988-1990)
- Viktor Vulkov (minister van Buitenlandse Zaken 1990-1991)